# Akoites
Akoites (Oudgrieks: Ἀκοίτης), in het Latijn Acoetes, is een figuur uit de Griekse en Romeinse mythologie. 
Akoites was de zoon van een arme visser uit Maionië, een streek in Lydië. Volgens de mythe die de Romeinse schrijver Ovidius in zijn Metamorfosen vertelt, kwam het schip waarop Akoites de stuurman was op een dag aan op het eiland Chios, waar ze de god Dionysos in de gedaante van een knappe jongeman tegenkwamen en hem, tegen de wil van Akoites, aan boord namen. Niemand van de bemanningsleden behalve Akoites had door dat het Dionysos was. De god wilde niettemin meevaren als ze hem op het eiland Naxos zouden afzetten. Toen Akoites' makkers echter weigerden Dionysos aan land te zetten, toverde de god het schip vol met wilde dieren, waarop alle bemanningsleden behalve Akoites in paniek in zee sprongen en in dolfijnen veranderden. Akoites bleef als enige gespaard en wijdde zich aan de dienst van de god. Later werd hij echter door Pentheus gevangengenomen, die hem wilde laten martelen en doden. Maar op dat moment gingen de deuren van de gevangenis uit zichzelf open, en gleden vanzelf zijn boeien van zijn polsen af.
Volgens een andere mythe, zoals bijvoorbeeld verteld door Hyginus, gebeurde het verhaal van de gevangenneming van Dionysus met Tyrreense schippers, naar wie de Tyrreense Zee zou zijn genoemd.